# 第二院 (イングランド共和国)
第二院（だいにいん、英語: Other House、Upper HouseやHouse of Peers、House of Lordsなど別称あり）は、かつて清教徒革命期のイングランド共和国に存在した政治機関で、統治章典に代わって制定された「謙虚な請願と勧告」に基づき、護国卿オリバー・クロムウェルによって設立された議院。
護国卿時代の末期にあたる1658年から1659年まで、イングランドおよびウェールズ、スコットランド、アイルランドに適用される法律を制定した。第二院は実質的な二院制議会の上院としての役割を担った。日本語・英語表記にそれぞれ異なる別称があり、貴族院または旧上院（House of Lords）、他院またはもう一つの議院（Other House）などがある。

## 経過
1656年に召集された第二議会は軍政監への反発から1657年に廃止しただけでなく、保守化と社会的安定の願望から伝統への立ち返り、すなわちかつての王政を構成していたコモン・ローに基づく「古来の国制」への回帰を求めた。このため議会は護国卿クロムウェルの国王即位運動を盛んに行った。クロムウェルが拒否したため即位はなかったが、5月25日の謙虚な請願と勧告制定で上院を復活して議会を下院だけの一院制から二院制に戻す、国務会議を枢密院に改称、議会の権限強化といった王冠以外の古来の国制が復活した。一連の流れは王政復古へと近付く一歩とされる。
6月26日から1658年1月20日まで議会が休会になった期間に、クロムウェルは上院に位置づけた第二院の議員選出に奔走、定員は40名から70名、議員は護国卿により下院の同意を得て任命され、当初総数は63名となった。しかし共和派のアーサー・ヘジルリッジなど就任を拒否する人物も多かったため、最終的に第二院に入った議員は3分の2の42名に減少した。第二院はクロムウェルと姻戚関係にある人物（チャールズ・フリートウッドなど）や側近、下院で親クロムウェル派の議員、ニューモデル軍から選ばれた軍人たち（ジョン・ヒューソン、ウィリアム・ゴフ、トマス・プライドなど）で構成された都合で、政府に好意的で下院を牽制する動きを見せた。
これに対し下院は、第二院への議員転出で空いた議席を埋めるため補欠選挙が行われた結果、第二院へ行かなかったヘジルリッジやトマス・スコットなど反政府的な共和派政治家、1648年の軍によるプライドのパージと、1656年に国務会議が起こしたパージで排除された政治家たちが入り、再開した議会では下院が共和派を始めとする反対派で占められる事態になった。ヘジルリッジら共和派は正式に決めていなかった第二院の名称・権利・正統性の問題を取り上げ、上院の名称をかつての「貴族院」にするか、それとも「もう一つの議院」と呼ぶかで下院に論争を引き起こし、後者の名称を要求する共和派とそれに反対するアントニー・アシュリー＝クーパーの間で深刻な論争が長引いた。これが一因となり、第二議会は2月4日にクロムウェルによる解散へと追い込まれた。
第三議会（1659年1月27日 - 4月22日）は第二院を含む二院制で開会されたが、下院の共和派議員は第二院の一部の議員を長老派や王党派と疑っていたため議会はすぐに行き詰まり、下院が軍の解散を模索したことに軍が反発、軍の圧力に屈した護国卿リチャード・クロムウェル（オリバーの息子）により第三議会は解散された。そして、第二院は再設されなかった。

## クロムウェルが指名した議員の一覧
| 出席 | 順番 | 名前                                   | 爵位・役職                                   | 備考 |
| ---- | ---- | -------------------------------------- | -------------------------------------------- | --- |
|      | 1    | リチャード・クロムウェル               |                                              | オリバー・クロムウェルの三男 |
|      | 2    | ヘンリー・クロムウェル                 | アイルランド総督                             | オリバー・クロムウェルの四男 |
| §    | 3    | ナサニエル・ファインズ                 | 国璽委員の1人                                | セイ＝シール子爵ウィリアム・ファインズの次男                                                                                             |
| §    | 4    | ジョン・ライル                         | 国璽委員の1人                                | |
| §    | 5    | ヘンリー・ローレンス                   | 国務会議議長                                 | |
| §    | 6    | チャールズ・フリートウッド             | 陸軍中将                                     | クロムウェルの婿 |
|      | 7    | ロバート・リッチ                       | ウォリック伯                                 | トマス・プライドとジョン・ヒューソンとの同席を嫌がり、第二院へ入ることを拒否した。プライドは荷馬車引き、ヒューソンは靴の修繕職人だった。 |
|      | 8    | エドワード・モンタギュー               | マンチェスター伯爵                           | |
|      | 9    | エドマンド・シェフィールド             | マルグレイヴ伯爵                             | |
|      | 10   | ジョン・ケネディ                       | カセルス伯爵                                 | スコットランドの伯爵でスコットランド最高刑事裁判所長官。3人いるスコットランド人議員の1人。                                               |
|      | 11   | ウィリアム・ファインズ                 | セイ＝シール子爵                             | |
| §    | 12   | トマス・ベラシス                       | フォーコンバーグ子爵                         | クロムウェルの婿 |
| §    | 13   | チャールズ・ハワード                   | ハワード子爵・卿                             | 1657年にクロムウェルからギルスランド男爵およびモーペスのハワード子爵を叙爵された。                                                       |
| §    | 14   | フィリップ・シドニー                   | ライル子爵                                   | |
| §    | 15   | サー・ギルバート・ピカリング           | 宮内長官                                     | |
| §    | 16   | ジョージ・ユーア                       | ユーア男爵                                   | 空位時代前に貴族院議席が予定されていた。                                                                                                 |
| §    | 17   | フィリップ・ウォートン                 | ウォートン男爵                               | |
| §    | 18   | ロジャー・ボイル                       | ブロッグヒル男爵                             | アイルランド人議員で、コーク伯爵リチャード・ボイルの五男。                                                                               |
|      | 19   | ウィリアム・ピエールポント             | エスクワイア                                 | |
| §    | 20   | ジョン・クレイポール                   | 主馬頭                                       | クロムウェルの婿 |
| §    | 21   | ブルストロード・ホワイトロック         | 大蔵委員の1人                                | |
| §    | 22   | ジョン・デスバラ                       | ゼネラル・アット・シーの1人                  | クロムウェルの姉妹の夫 |
| §    | 23   | エドワード・モンタギュー               | ゼネラル・アット・シーの1人、大蔵委員の1人。 | マンチェスター伯の同名の従弟 |
|      | 24   | ジョージ・マンク                       | スコットランド軍司令官                       | |
| §    | 25   | ジョン・グリン                         | イングランド・ウェールズ首席裁判官           | 4人いるウェールズ人議員の1人 |
|      | 26   | ウィリアム・レントホール               | 記録長官                                     | |
|      | 27   | オリバー・シンジョン                   | 民訴裁判所主席裁判官                         | クロムウェルの義理の従兄弟 |
|      | 28   | ウィリアム・スティール                 | アイルランド大法官                           | |
| §    | 29   | チャールズ・ウーズレー                 | ウーズレー準男爵                             | |
| §    | 30   | ウィリアム・シデナム                   | 大蔵委員の1人                                | |
| §    | 31   | フィリップ・スキッポン                 | エスクワイア                                 | |
| §    | 32   | ウォルター・ストリックランド           | エスクワイア                                 | |
| §    | 33   | フランシス・ラウス                     | エスクワイア                                 | |
| §    | 34   | フィリップ・ジョーンズ                 | エスクワイア兼監査役                         | 4人いるウェールズ人議員の1人 |
| §    | 35   | ジョン・ファインズ                     | エスクワイア                                 | セイ＝シール子爵の三男で、ナサニエル・ファインズの弟。                                                                                   |
| §    | 36   | ジョン・ホバート                       | ホバート準男爵                               | |
|      | 37   | ギルバート・ジェラード                 | ジェラード準男爵                             | |
|      | 38   | アーサー・ヘジルリッジ                 | ヘジルリッジ準男爵                           | |
| §    | 39   | フランシス・ラッセル                   | ラッセル準男爵                               | クロムウェルの側近で、娘エリザベスはヘンリー・クロムウェルの妻。                                                                         |
| §    | 40   | ウィリアム・ストリックランド           | ナイト兼                                     | |
| §    | 41   | リチャード・オンズロー                 | ナイト                                       | |
| §    | 42   | エドワード・ウォーリー                 | 騎馬兵站総監                                 | |
|      | 43   | アレクサンダー・ポパム                 | エスクワイア                                 | |
|      | 44   | ジョン・クルー                         | エスクワイア                                 | 王政復古後はチャールズ2世により貴族に叙せられた。                                                                                        |
|      | 45   | ウィリアム・ロックハート               | ナイト                                       | クロムウェルの姪と結婚、3人いるスコットランド人議員の1人。                                                                               |
| §    | 46   | リチャード・ハムデン                   | エスクワイア                                 | ジョン・ハムデンの長男 |
| §    | 47   | トマス・ホニーウッド                   | ナイト                                       | ヘンリー・ベインの義兄弟 |
|      | 48   | アーチボルド・ジョンストン             |                                              | ウォリストンの領主。3人いるスコットランド人議員の1人。                                                                                   |
| §    | 49   | リチャード・インゴルスビー             | エスクワイア                                 | クロムウェルの側近 |
| §    | 50   | クリストファー・パック                 | ナイト                                       | |
| §    | 51   | ロバート・ティッチボーン               | ナイト                                       | ロンドン市参事会員 |
| §    | 52   | ジョン・ジョーンズ・メージーガーネッド | エスクワイア                                 | クロムウェルの義兄弟、4人いるウェールズ人議員の1人。                                                                                     |
| §    | 53   | トマス・プライド                       | ナイト                                       | プライドのパージの実行者として有名。元は荷馬車引きでイングランド内戦勃発前は醸造業者とされる。                                           |
| §    | 54   | ジョン・バークステッド                 | ロンドン塔総督                               | |
| §    | 55   | ジョージ・フリートウッド               | ナイト                                       | |
|      | 56   | マシュー・トムリンソン                 | ナイト                                       | |
| §    | 57   | ジョン・ヒューソン                     | ナイト                                       | イングランド内戦勃発前は靴の修繕職人だった。                                                                                             |
| §    | 58   | エドマンド・トマス                     | エスクワイア                                 | 4人いるウェールズ人議員の1人 |
| §    | 59   | ジェームズ・ベリー                     | エスクワイア                                 | |
| §    | 60   | ウィリアム・ゴフ                       | エスクワイア                                 | |
| §    | 61   | トマス・クーパー                       | エスクワイア                                 | |
|      | 62   | ウィリアム・ロバーツ                   | ナイト                                       | |
|      | 63   | ジョン・クラーク                       | エスクワイア                                 | |